# Lenny Williams
Leonard Charles Williams (Little Rock (Arkansas), 16 februari 1945) is een Amerikaanse singer-songwriter en trompettist, vooral bekend door zijn werk in de jaren 1970. Williams was de zanger van de r&b/soulband Tower of Power. Als solist maakte Williams verschillende hitopnamen, waaronder Cause I Love You uit 1978 en Choosing You uit 1977.

## Biografie
Williams werd geboren in Little Rock, Arkansas en verhuisde op jonge leeftijd naar Oakland. Hij leerde trompet spelen op de basisschool, waardoor zijn interesse in de muziek werd opgewekt. Zijn vaardigheden als vocalist werden voor het eerst gevoed door het zingen in gospelkoren en bands rond de San Francisco Bay Area. Hij werkte met verschillende opmerkelijke artiesten als Sly Stone, Andraé Crouch, Billy Preston en leden van de familie Hawkins, Edwin, Walter en Tramaine.
Na het winnen van verschillende plaatselijke talentenjachten, tekende Williams zijn eerste platencontract bij Fantasy Records. Hij maakte de twee singles Lisa's Gone en Feelin Blue voor het label, geschreven door John Fogerty van Creedence Clearwater Revival. In 1972 trad Williams toe tot de opkomende funkband Tower of Power. Een reeks hits volgde, waaronder So Very Hard to Go, What Is Hip, Don't Change Horses (In the Middle of the Stream) en Willing to Learn. Tijdens zijn twee jaar bij de band had Williams zijn aandeel aan de drie albums Back To Oakland, Urban Renewal en Tower of Power. Williams en Tower of Power toerden door de Verenigde Staten, Europa en Azië.
Terwijl hij nog bij Tower of Power was, nam hij in 1974 zijn eerste soloalbum Pray for the Lion op voor Warner Bros. Records. Eind 1975 verliet Williams de band en keerde hij terug naar zijn soloprojecten. Aanvankelijk tekende hij bij Motown in 1975, later verhuisde hij naar ABC Records in 1977 (dat vervolgens werd gekocht door MCA Records in 1979). Met producent Frank Wilson aan het roer en songwriters als Judy Wieder, Clay Drayton, Terry McFadden en John Footman scoorde hij de komende vier jaar tien charthits, waaronder Shoo Doo FuFu Ooh, Choosing You, You Got Me Running, Love Hurt Me Love Healed Me, Here to the Lady en Midnight Girl. Williams nam van 1977 tot 1980 nog vier albums op: Choosing You, zijn eerste gouden lp Spark of Love (bevat de hits You Got Me Running en Cause I Love You evenals Midnight Girl), Love Current, Taking Chances en Let's Do It Today.
Na het verlaten van MCA Records nam Williams op voor de onafhankelijke platenlabels Rockshire en Knobhill. In 1986 werd hij uitgenodigd om te zingen op Do not Make Me Wait For Love, een nummer van Duotones, een multi-platina-opname van Kenny G. Het nummer werd een Top 20 Billboard Hot 100- en r&b-hit het daaropvolgende jaar.
Zijn hit Cause I Love You uit 1978 werd gesampled door Havoc van Mobb Deep voor het nummer Nothing Like Home en door Kanye West voor de nummers Overnight Celebrity van Twista en I Got A Love van Jin. Het nummer werd in 2007 voor de vierde keer gesampled door Scarface voor zijn single Girl You Know met Trey Songz en Young Jeezy samplede Let's Talk It Over voor zijn single I Do met Jay-Z en André 3000. Zijn nummer Half Past Love werd ook gesampled door The Coup voor hun single My Favorite Mutiny uit 2006 met Black Thought van The Roots en Talib Kweli van Black Star.
Sinds die tijd heeft Williams zijn solocarrière voortgezet, toerend door de Verenigde Staten, Europa en Zuid-Afrika en heeft hij zijn carrière ook uitgebreid met acteren, met de hoofdrol in verschillende toneelstukken, waaronder Love on Lay Away met Deborah Cox, Mel Jackson en Martha Wash, What Men Don't Tell met Kenny Lattimore, Chante Moore en Dottie Peoples en When A Woman's Fed Up. Hij is ook een van de artiesten op Urbanland Music's dvd The Big Show, opgenomen in het Orpheum Theatre in Boston op 29 november 2002.
Op 25 juni 2019 vermeldde The New York Times Magazine Lenny Williams bij honderden artiesten, wier materiaal naar verluidt werd vernietigd in het Universal Fire van 2008.

## Discografie

### Studioalbums
- 1974: Pray for the Lion (Warner Bros. Records)
- 1975: Rise Sleeping Beauty (Motown Records)
- 1977: Choosing You (ABC Records)
- 1978: Spark of Love (ABC Records)
- 1979: Love Current (MCA Records)
- 1980: Let's Do It Today (MCA Records)
- 1981: Taking Chances (MCA Records)
- 1984: Changing (Rocshire Records)
- 1986: New Episode (Knobhill Records)
- 1989: Layin' In Wait (K-Tel Records)
- 1994: Chill (Marathon Records & Bellmark Records)
- 1996: Here's to the Lady (Universal Special Products)
- 2000: Love Therapy (Volt Records)
- 2004: My Way (Thump Records)
- 2007: It Must Be Love (LenTom Records)
- 2009: Unfinished Business (Lentom Records)
- 2012: Still in the Game (Music Access Inc)

### Compilaties
- 1993: Ooh Child (MCA Special Products)
- 2001: Ultimate Collection (Universal)
- 2002: Ten Ways of Lovin' You (Volt Records)
- 2008: You Won My Heart (Crush Records)

- Bibliothèque nationale de France: cb14001490v (data)
- Gemeinsame Normdatei: 134700333
- International Standard Name Identifier: 0000 0000 5552 2448
- Library of Congress Control Number: n92040076
- MusicBrainz: 2a14525d-38f9-4757-b620-cd403d857a52
- SNAC: w6rv1dcj
- Virtual International Authority File: 313571774